# Petru Musteață
Petru Musteață (n. 29 octombrie 1967, satul Lupa-Recea, comuna Codreanca, raionul Strășeni) este un cleric ortodox din Republica Moldova care îndeplinește în prezent funcția de arhiepiscop de Ungheni și Nisporeni din Mitropolia Chișinăului și a întregii Moldove (aflându-se sub oblăduirea canonică a Patriarhiei Moscovei).

## Biografie
Valeriu Ioan Musteață, născut într-o familie de muncitori, a absolvit în anul 1985 școala medie din satul Codreanca (raionul Strășeni). De mic copil a frecventat biserica „Sf. Arhangheli Mihail și Gavriil” din satul Codreanca, unde a fost pălimar și citeț. În perioada vacanțelor de vară făcea ascultare la mănăstirea Japca din raionul Camenca.
Între anii 1986-1988 a satisfăcut serviciul militar obligatoriu în Armata Sovietică, fiind încartiruit în orașul Mitino din regiunea Moscova (Rusia). Când avea posibilitatea, frecventa Lavra "Sf. Treime" din orașul Serghiev-Posad din apropierea Moscovei. La întoarcere, urmează studiile la Seminarul Teologic din orașul Odessa (1988-1992).
În anul 1992 a fost tuns în monahism la Mănăstirea "Sf. Arhangheli Mihail și Gavriil" din satul Chiștelnița (raionul Telenești) de către starețul acestei mănăstiri, arhimandritul Nicandru (Munteanu), primind în cinul de monah numele Petru în cinstea Sf. Apostol Petru, prăznuit în fiecare an la data de 12 iulie. Este hirotonit ierodiacon la 12 iulie 1992 în fosta Catedrală Mitropolitană "Sf. Mare Mucenic Teodor Tiron" din Chișinău de către mitropolitul Vladimir Cantarean, apoi ieromonah la 28 august 1992 de către același ierarh și în aceeași biserică.
La 10 septembrie 1992 ieromonahul Petru a fost numit duhovnic la Mănăstirea de maici „Sf. Cuvioasă Parascheva” din satul Bursuc (raionul Nisporeni), cunoscută și sub denumirea de Mănăstirea Hâncu. La 12 iulie 1993, Mitropolitul Vladimir l-a ridicat la rangul de egumen în cadrul Mănăstirii Hâncu. Părintele Petru și-a urmat studiile superioare la Academia Teologică din Kiev (Ucraina) (1994-1998), la secția "fără frecvență" și la Facultatea de Drept a Universității de Stat din orașul Chișinău (1995-1999).
În anul 1995 este numit director la Orfelinatul "Preafericitul Iosif" din municipiul Chișinău de pe lângă Mănăstirea Hâncu, în care până în prezent au fost întreținuți și educați peste 130 de copii abandonați.
În noiembrie 1995 a fost ridicat în rangul de arhimandrit în Biserica Sfântului Mormânt din Ierusalim de mitropolitul Vladimir al Chișinăului și Întregii Moldove. De-a lungul timpului, arhimandritul Petru a primit de la ÎPS Vladimir, Mitropolitul Chișinăului și a Întregii Moldove mai multe distincții bisericești: Crucea de aur (27 octombrie 1992); Crucea cu podoabe (27 octombrie 1993); dreptul de a sluji cu ușile deschise până la Tatăl Nostru (1996); toiag de egumen (12 iulie 1997) etc.
În anul 1997 arhimandritul Petru a fost numit în funcția de membru al Sinodului Bisericii Ortodoxe din Moldova, cu binecuvântarea mitropolitului Vladimir Cantarean. În această calitate a condus Departamentul Mitropolitan „Mănăstiri și viața monahală” (1997-2000) și a fost președinte al Judecății Eparhiale din cadrul Eparhiei de Centru (din 2004). De asemenea, între anii 1998-2000 a îndeplinit responsabilitatea de protopop al raionului Ungheni.

## Episcop de Nisporeni
Prin Decizia nr. 76 a Sfântului Sinod al Bisericii Ortodoxe Ruse din 6 octombrie 2005, arhimandritul Petru a fost numit episcop de Nisporeni, vicar al Mitropoliei Chișinăului și a Întregii Moldove. În ajunul hirotonirii sale ca episcop, un grup de preoți a trimis o scrisoare Patriarhiei Moscovei prin care cereau ca arhimandritul Petru să nu fie hirotonit, declarând că refuză să-i recunoască autoritatea arhierească și anunțând că vor trece la Mitropolia Ortodoxă a Basarabiei, subordonată Patriarhiei Române. 
Totuși, Patriarhul Alexei al II-lea al Moscovei și al întregii Rusii a sosit în Republica Moldova pentru a-l hirotoni pe arhimandritul Petru în rangul de arhiereu. La 12 noiembrie 2005, în Biserica "Adormirea Maicii Domnului" din Mănăstirea Căpriana, a avut loc chemarea la treapta de episcop (ipopsifierea) a arhimandritului Petru.
La data de 13 noiembrie 2005, arhimandritul Petru a fost hirotonit, în Catedrala Mitropolitană "Nașterea Domnului" din Chișinău, în treapta de Episcop cu titlul "de Nisporeni, Vicar al Mitropoliei Chișinăului și a întregii Moldove" în prezența unui impunător sobor de ierarhi și preoți din Republica Moldova, Federația Rusă și Ucraina, în frunte cu Patriarhul Alexei al II-lea al Moscovei și al întregii Rusii. La serviciul divin au participat, pe lângă miile de creștini ortodocși, întreaga conducere de vârf a țării, în frunte cu șeful statului, primul-ministru și președintele Parlamentului.
Patriarhul Alexei al II-lea a fost asistat la hirotonia în arhiereu a arhimandritului Petru de un sobor de ierarhi ai Bisericii Ortodoxe Ruse dintre care menționăm pe: ÎPS Mitropolit Vladimir Cantarean al Chișinăului și a Întregii Moldove, IPS Mitropolit Kiril Gundiaev de Smolensk și Kaliningrad (președintele Secției de relații bisericești externe a Patriarhiei Moscovei și viitor patriarh al Moscovei), IPS Mitropolit Kliment Kapalin de Kaluga și Borovsk, IPS Mitropolit Agafanghel Savin de Odessa și Ismail, IPS Mitropolit Onufrie Berezovski de Cernăuți și Bucovina, IPS Arhiepiscop Vichentie Moraru de Ekaterinburg și Verhotursk, IPS Arhiepiscop Pavel Lebed de Vishgorod (vicar al Eparhiei Kievului), PS Episcop Iustinian Ovcinicov de Tiraspol și Dubăsari, PS Episcop Anatolie Botnari de Cahul și Comrat, PS Episcop Dorimedont Cecan de Edineț și Briceni și PS Episcop Aleksandr Agrikov de Dimitrov (vicar al Eparhiei Moscovei).
Unii preoți ai Mitropoliei Chișinăului și a Întregii Moldove, nemulțumiți de activitatea părintelui Petru în funcția de președinte a Judecății Eparhiale, au protestat împotriva acestei numiri, acuzându-l pe acesta că "nu întrunește nici normele canonice, nici pe cele morale pe care ar trebui să le întrunească un episcop". Încă din anul 1997, unii preoți au vehiculat ideea că părintele era o persoană cu "păcate strigătoare la cer", practicând exorcizări unor credincioși cu probleme psihice. De asemenea, a fost realizat, după spusele acelorași preoți, un film documentar, în care figurau și argumentele unor importanți specialiști de la Catedra de psihiatrie, care avertizau despre pericolele grave la care îi supune părintele Petru pe unii creștini cărora le insuflă ideea că sunt "îndrăciți". Fiind rugați acei clerici să demonstreze filmul incriminatoriu publicului larg, nici unul din ei nu a putut face acest lucru. Tot ei au răspândit zvonuri că "exorcizații erau loviți cu picioarele sau cu crucea în cap". Treptat și unele ziare au preluat aceste speculații în paginile lor .
Dezinformarea a continuat prin intermediul presei afiliate diferiților lideri politici. Astfel din nou niște anonimi l-au acuzat pe PS Petru că "s-a remarcat printr-o atitudine de înăbușire a încercărilor bisericilor din Eparhia sa de a trece sub jurisdicția Mitropoliei Basarabiei. Astfel, la 27 noiembrie 2005, după ce enoriașii bisericii din Nisporeni au votat în acea zi în favoarea intrării sub autoritatea Mitropoliei Basarabiei, și-a făcut apariția PS Petru însoțit de o echipă de indivizi vânjoși îmbrăcați în straie călugărești, care au încercat să ocupe cu forța biserica din Nisporeni. Fiind solicitat sprijinul organelor de ordine, atacul pro-moscoviților s-a amânat. A doua zi însă, echipa de comando condusă de Petru Musteață a spart ușile bisericii, ocupând-o cu forța, în timp ce polițiștii moldoveni, prezenți la fața locului nu au luat nici o măsură pentru a opri aceste acte de vandalism" .

## Episcop de Ungheni și Nisporeni
La data de 6 octombrie 2006, în urma raportului IPS Vladimir, Mitropolitul Chișinăului și al întregii Moldove, Sf. Sinod al Bisericii Ortodoxe Ruse a aprobat instituirea a două noi eparhii pe teritoriul Republicii Moldova: Episcopia de Ungheni și Nisporeni și Episcopia de Bălți și Fălești, pentru o mai bună organizare și desfășurare a activității Bisericii Ortodoxe din Moldova. Ca episcop de Ungheni și Nisporeni a fost numit PS Petru Musteață . Noua Eparhie de Ungheni și Nisporeni a inclus 100 de parohii și 8 mănăstiri din raioanele Ungheni, Nisporeni și Călărași, iar centrul eparhial a fost stabilit în orașul Ungheni.
Instalarea sa ca episcop de Ungheni și Nisporeni a determinat opoziția unor preoți în frunte cu Ioan Mutu (parohul Bisericii "Pogorârea Duhului Sfânt" din Călărași), Ion Porcescu (parohul Bisericii "Sf. Alexandru" din Ungheni) și Vladimir Ieșanu. Astfel, în dimineața zilei de luni, 16 octombrie 2006, acești preoți împreună cu familiile lor și câțiva credincioși din parohiile din raionul Ungheni s–au adunat în fața Catedralei "Sf. Alexandru Nevski" din orașul Ungheni pentru a protesta împotriva numirii PS Petru în funcția de Episcop de Ungheni. Ei l-au acuzat pe acesta că nu corespunde "normelor morale și intelectuale pentru a conduce dreapta credință". Protestatarii au blocat intrarea în biserică a IPS Vladimir, PS Petru și a reprezentanților Mitropoliei Chișinăului. IPS Vladimir și noul episcop au fost nevoiți să se retragă la Mănăstirea "Sf. Pantelimon" din Ungheni, unde a avut loc ceremonia de prezentare a noului episcop . A fost avansat în trepta de Arhiepiscop de Ungheni și Nisporeni, de către întâistătătorul Bisericii Ortodoxe Ruse, Patriarhul Chiril I al Moscovei la 16 mai 2021.
După speculațiile presei, aproximativ 30 de preoți de la Mitropolia Moldovei din raioanele Ungheni, Călărași și Nisporeni au scris o cerere de aderare a lor, împreună cu enoriașii, sub oblăduirea Mitropoliei Basarabiei. Ulterior s-a aflat că cererea a fost semnată de vreo zece persoane unii mai târziu recunoscând că au fost duși în eroare de cei trei preoți mai sus amintiți. În replică, Mitropolitul Vladimir al Chișinăului a dat o declarație în care spunea că cei care nu acceptă numirea PS Petru Musteață în fruntea Episcopiei Unghenilor "se postează în rând cu dușmanii Bisericii". Prea Sfințitul Petru i-a oprit de la slujirea celor sfinte pe cei trei preoți care au provocat artificial conflictul .
În continuare, unele medii de informare în masă s-au lăsat pradă unor campanii de denigrare la adresa Episcopului Petru inițiate de unii lideri politici controversați scriind în publicațiile lor că: "în ziua de duminică, 5 noiembrie 2006, PS Petru a încercat, împreună cu 40 de persoane înarmate cu răngi, să intre cu forța în Catedrala "Sf. Alexandru Nevski" din Ungheni, fiind întâmpinat de enoriașii prezenți la slujbă". După informațiile furnizate de Rompres, PS Petru și-a făcut drum către altar, lovind clericii și enoriașii cu pumnii și cu toiagul . După o săptămână, presa afirma că un incident similar a avut loc la Biserica "Sfânta Treime" din orașul Călărași, unde după terminarea slujbei religioase, și-a făcut apariția PS Petru, care a venit cu un autocar plin cu preoți și alți susținători de-ai săi. El a încercat să-i convingă pe credincioși să renunțe la decizia consiliului parohial de a trece la Mitropolia Basarabiei, dar a trebuit să plece . Aceste calomnii au continuat de-a lungul a mai multor săptămâni și chiar luni, în sprijinul acestor afirmații nefiind prezentată nici o probă: imagini video, mărturii ale observatorilor care să nu fi fost părți interesate etc.
Ulterior, într-o conferință de presă, PS Petru a prezentat mai multe probe video în care delegații Mitropoliei Moldovei erau îmbrânciți și alungați de enoriași. Mediile de informare au afirmat atunci doar că PS Petru a atacat verbal Mitropolia Basarabiei, acuzând-o că reprezintă "o scursură a Mitropoliei Moldovei unde emigrează preoți nedemni" .
Pentru aplanarea conflictului, Sinodul Bisericii Ortodoxe din Moldova, convocat la 14 noiembrie 2006, a analizat situația creată în nou-înființata eparhie și a luat decizia de a invita câțiva preoți din raionul Ungheni pentru a purta discuții cu mitropolitul Vladimir. A doua zi, un grup de preoți din raionul Ungheni au fost primiți în audiență la Mitropolitul Vladimir și s-a convenit, în urma discuțiilor și expunerilor, ca majoritatea preoților din acest raion să se afle de acum înainte sub directa ascultare a Mitropolitului Vladimir . Dar situația conflictuală din eparhie nu s-a aplanat, iar conducerea Bisericii Ortodoxe Ruse a solicitat Mitropoliei Chișinăului să prezinte un raport.
La 26 decembrie 2006, Sf. Sinod al Bisericii Ortodoxe Ruse a ascultat raportul ierarhilor din cadrul Mitropoliei Moldovei referitor la situația conflictuală creată în Eparhia de Ungheni și Nisporeni și a decis ca până la ședința următoare a sinodului, arhiereii BOM să prezinte date mai amănunțite despre acest caz, iar PS Petru, Episcop de Ungheni și Nisporeni, să prezinte o lămurire . La ședința sinodală din 27 martie 2007, au participat IPS Mitropolit Vladimir, PS Anatolie Botnari și PS Petru Musteață, care au prezentat situația din Eparhia de Ungheni și Nisporeni. Sinodul Permanent al Bisericii Ortodoxe Ruse a decis delegarea unei comisii de cercetare a situației din eparhie, formată din arhiepiscopul Aleksei Frolov de Orehovo-Zuevsk (vicar al Eparhiei Moscovei), episcopul Longhin Korciaghin de Saratov și Volsk și episcopul Mark Golovkov de Egorievsk (vicar al Eparhiei Moscovei și vicepreședintele Departamentului pentru Relații Externe al Patriarhiei Moscovei). Până la prezentarea rezultatelor comisiei, s-a decis suspendarea temporară a activității PS Petru în calitate de Episcop de Ungheni și Nisporeni și preluarea conducerii acestei eparhii de către IPS Mitropolit Vladimir. În așteptarea deciziei definitive a Sf. Sinod, PS Petru urma să-și desfășoare activitatea la Mănăstirea Hâncu .

## Episcop de Hâncu, vicar al Mitropoliei Chișinăului și a întregii Moldove
La data de 21 august 2007, Sinodul Permanent al Bisericii Ortodoxe Ruse a decis eliberarea PS Petru de la catedra episcopală de Ungheni și Nisporeni  și numirea la conducerea acestei eparhii a IPS Vladimir. PS Petru a fost numit ca vicar al Mitropoliei Chișinăului și a întregii Moldove, cu titlul de "Episcop de Hâncu" și i s-a stabilit reședința la Mănăstirea de maici „Sfânta Cuvioasă Parascheva” (Hâncu) .
Pe 7 octombrie 2007, la Mănăstirea Hâncu sub președinția Episcopului Petru a fost organizată prima conferință teologică din Moldova cu tema „Avortul necunoscut”. Conferința a avut drept scop sublinierea gravității avortului, în condițiile existenței unor presiuni tot mai mari asupra oamenilor de a îmbrățișa un nou mod de viață bazat pe promovarea libertăților sexuale, cale ce duce la acceptarea unei lumi fără Dumnezeu . La conferință au participat ÎPS Vladimir, Mitropolitul Chișinăului și al întregii Moldove; ÎPS Filaret, Arhiepiscop de Penza și Kuznețk, Federația Rusă; PS Petru de Hâncu, vicar al Mitropoliei Moldovei; dr. Christa Todea-Gross, medic generalist, vicepreședinte al Federației Pro-Vita Ortodoxă din România  ; Roman Ghetmanov, medic ginecolog și obstetrician din Moscova; dr. Ian Johnston, medic pediatru din Londra, Marea Britanie; Ion Cuvșinov, șeful Centrului de Medicină Legală, Chișinău; Veaceslav Zakrevski, medic obstetrician, fito-terapeut din Iliciovsk, Ucraina.
La sfârșitul anului 2008, Episcopul Petru a fondat Asociația Ortodoxă "Caritate și Credință" având ca scop realizarea și apărărea drepturilor religioase, civile, economice, sociale, culturale, a altor drepturi și libertăți legitime; dezvoltării activismului social și spiritului de inițiativă al cetățenilor, satisfacerii intereselor lor profesionale și de amatori în domeniul creației științifice, tehnice, artistice; ocrotirii sănătății populației, antrenării acesteia în activitatea filantropică; desfășurării activității misionare; ocrotirii naturii, bisericilor, icoanelor, monumentelor de istorie și cultură; educației religioase, patriotice și umanistice; extinderii contactelor internaționale; consolidării păcii și prieteniei între popoare; desfășurării altor activități neinterzise de legislație, precum și ajutorarea celor nevoiași, bătrânilor de la sate, bătrânilor abandonați, invalizi, copiilor orfani și copiilor străzii, familiilor numeroase, persoanelor cu handicap fizic și mintal, deținuți în penitenciare, narcomani și alcoolici care necesită ajutor material și financiar, cât și pentru susținerea materială a celor din jur având la activ, mai multe acțiuni filantropice întreprinse.
La 7 ianuarie 2008, s-au împlinit zece ani de când Prea Sfințitul Petru organizează de sărbătoarea Nașterii Domnului un concurs de creație alcătuit din trei secțiuni: "Artă religioasă ilustrativă", "Cunoștințe Biblice" și "Interpretare a colinzilor de Crăciun" la care, de această dată, în jur de 100 de copii au primit diferite premii și cadouri. La fel s-a întâmplat și în anul 2009 .
La 13 februarie 2008, Prea Sfințitul Petru, în calitatea sa de fondator și director al Casei Copilului „Preafericitul Iosif”, a organizat o întâlnire între copiii Orfelinatului și reprezentanți ai instituțiilor responsabile cu apărarea drepturilor copilului din sectorul Buiucani a municipiului Chișinău. La acest seminar au fost prezenți în calitate de invitați: Victor Anton - vicepretorul sectorului Buiucani și președintele Consiliului pentru Drepturile Copilului din același sector, Tamara Lesnic-Răscoală - șefa Direcției pentru Protecția Drepturilor Copilului din sectorul Buiucani, Elena Cazacov - procurorul responsabil cu apărarea drepturilor copilului, reprezentanta Procuraturii sectorului Buiucani și Galina Murafa - inspector al Comisariatului de Poliție al sectorului Buiucani. La această conferință au fost prezenți toți copiii de vârstă școlară, precum și personalul educativ al acestei instituții. Și în anul 2009 a avut loc o astfel de întâlnire. La orfelinat a venit de această dată pe lângă Tamara Lesnic-Răscoală - șefa Direcției pentru Protecția Drepturilor Copilului din sectorul Buiucani, Natalia Teșu - jurist la Direcția pentru Protecția Drepturilor Copilului din sectorul Buiucani, Cristina Burjacovschi - psiholog al aceleiași Direcții și Dorina Sârbu - locotenent de poliție, inspector pe probleme de minori și moravuri al sectorului Buiucani .
De asemenea, Sfinția Sa face tot posibilul ca să-i mângâie pe copilașii rămași, din diferite motive, fără căldura părintească. Astfel, în ziua de Paști le-a adus copilașilor o altă bucurie: în această zi orfanii au fost vizitați de membrii mai multor cluburi de bikeri din Republica Modova care le-au adus diferite cadouri și daruri .
În anul 2008, în Duminica Femeilor Mironosițe, la Mănăstirea Hâncu sub patronajul Prea Sfințitului Petru, Episcop de Hâncu s-a desfășurat o expoziție de artă culinară la care au participat invitați din 14 sate ale Republicii Moldova și Ucraina . Expoziția „Mâinile Mamei” se organizează la Mănăstirea Hâncu anual, dar numărul participanților crește pe an ce trece, la fiecare astfel de eveniment astfel în anul următor la această expoziție au fost prezente deja 18 sate . De asemenea, în fiecare an de Paști, Sfinția Sa organizează câte un concurs pe tematică pascală la care iau parte și cei mai mici, dar și cei mai mari dintre pelerinii Mănăstirii Hâncu.
La 30 septembrie 2008, de sărbătoarea Sfintelor Mucenițe Vera, Nadejda, Liubovi și mama lor Sofia, Episcopul Petru de Hâncu, Vicar al Mitropoliei Chișinăului a oficiat Sfânta și Dumnezeiasca Liturghie la Casa Copilului „Preafericitul Iosif” din municipiul Chișinău al cărui hram se prăznuiește în această zi. Pe parcursul a 13 ani de activitate, Casa Copilului „Preafericitul Iosif” s-a aflat în grija Episcopului Petru – directorul acesteia și a călugărițelor de la Mănăstirea Hâncu. În acești ani, măicuțele și duhovnicul lor au făcut tot ce le-a fost omenește în puteri pentru a crește, a educa și a le da un rost în viață celor 130 de copii aduși în orfelinat de pe drumuri .
Din mila lui Dumnezeu și cu stăruința Episcopului Petru, în Mănăstirea Hâncu, din 18 octombrie 2008, s-au aflat pe parcursul a mai multor zile moaștele Sfântului Ierarh Spiridon al Trimitundei . Mai apoi la Mănăstirea Hâncu s-au aflat moaștele Sfinților Martiri Ciprian și Iustina care au fost aduse împreună și la Chișinău . La 7 mai 2009, Episcopul Petru a adus de la Mănăstirea „Sfânta Cuvioasa Parascheva” spre închinare în Biserica „Sfintele Mucenițe Vera, Nadejda, Liubovi și mama lor Sofia” din municipiul Chișinău, câteva din cele mai mari sfințenii ale întregului Creștinism: o părticică din Coroana de Spini a Mântuitorului, o părticică dintr-unul din cuiele cu care a fost răstignit Iisus Hristos, o părticică din lemnul Sfintei Cruci, precum și o părticică din moaștele Sfântului Mare Mucenic Gheorghe, Purtătorul de Biruință, o părticică din moaștele Sfântului Ierarh Nicolae, Arhiepiscopul Mirelor Lichiei și Icoana Sfintei Maria Magdalena în interiorul căreia se află o părticică din moaștele acesteia . Aceste sfințenii s-au aflat în Moldova până pe 10 mai 2009.
În data de 22 aprilie 2009 la Mănăstirea Sfintei Cuvioase Parascheva au venit în jur de 30 de preoți din țară, în frunte cu părintele Veaceslav Ungureanu - protopop de Râșcani, pentru a-l felicita pe Prea Sfințitul Petru, Episcop de Hâncu cu marea sărbătoare a Învierii Domnului nostru Iisus Hristos. Cu acest prilej, ei au interpretat un șir de cântări religioase pe tematică pascală. De asemenea, clericii Mitropoliei Moldovei i-au mulțumit Prea Sfințitului pentru faptul că în timp ce unii din ei erau în anii studenției primeau toată susținerea duhovnicească și nu de puține ori veneau la Mănăstirea Hâncu pentru a se spovedi și a primi dezlegare de păcate .
În a treia zi de Paști, la Mănăstirea Hâncu au venit să-l felicite pe Episcopul Petru mai mult de 20 de preoți .
După tradiție, în fiecare an, în Sâmbăta Paștilor, pleacă la Mormântul Domnului un ierarh al Bisericii Ortodoxe din Moldova pentru a aduce Lumina Sfântă la toate parohiile din țară. În anul 2009 în Țara Sfântă a fost Episcopul Petru .
De când se află la catedra Mănăstirii Hâncu, Episcopul Petru oficiază în fiecare sâmbătă, duminică și la toate sărbătorile ortodoxe Vecernia, Utrenia și Sfânta și Dumnezeiasca Liturghie în bisericile din Complexul monahal al Mănăstirii. De asemenea, Prea Sfinția Sa săvârșește în fiecare zi de miercuri Acatistul Adormirii Maicii Domnului, iar în zilele de vineri Acatistul Sfintei Cuvioase Parascheva .

## Distincții
De-a lungul timpului, Prea Sfințitul Petru a primit mai multe decorații statale și bisericești:
- Ordinul „Kneaz Vladimir” gr. III (1996) - din partea patriarhului Alexei al II-lea al Moscovei;
- Ordinul „Kneaz Daniil” gr.II (1999) - acordat de patriarhul Alexei al II-lea;
- Ordinul „Gloria Muncii” (2000) - acordat de președintele Republicii Moldova, Petru Lucinschi;
- Medalia aniversară „10 ani de la construirea Catedralei din Harkov”, gr. I și Ordinul „Sf. Nestor Letopistsa” gr. II (2002) - de către mitropolitul Vladimir Sabodan al Kievului și a întregii Ucraine;
- Ordinul „Sf. Paisie Velicicovschi” (2003) - acordat de mitropolitul Vladimir Cantarean al Chișinăului și a Întregii Moldove.